# MIWA
MIWA (voluit de Opdrachthoudende Vereniging voor Huisvuilverwerking Midden-Waasland) is een intergemeentelijk samenwerkingsverband tussen vijf gemeenten in de Belgische provincie Oost-Vlaanderen, met als hoofddoel de huisvuilophaling, uitbating van recyclageparken en sensibilisatie rond afval. Alle betrokken gemeenten liggen in het Waasland.

## Gemeentes
Het samenwerkingsverband bestaat uit de volgende gemeentes:
- Sint-Gillis-Waas
- Sint-Niklaas
- Stekene
- Temse
- Waasmunster

In 2019 heeft dit werkingsgebied 153.000 inwoners.